# James Komack
James Komack (* 3. August 1924 in New York City, New York; † 24. Dezember 1997 in Los Angeles, Kalifornien) war ein US-amerikanischer Filmregisseur, Fernsehproduzent, Schauspieler und Drehbuchautor.

## Leben und Karriere
Komack begann seine Karriere als Bühnenkomiker und wandte sich in den 1950er-Jahren der Schauspielerei zu. 1956 verkörperte er eine Nebenrolle als Baseballspieler in dem erfolgreichen Musical Damn Yankees, die er auch im folgenden Jahr in der gleichnamigen Verfilmung erneut spielte. Anschließend übernahm er weitere Nebenrollen in Film und Fernsehen, er war unter anderem in Episoden der Fernsehserie Wagon Train zu sehen und spielte den Sohn von Edward G. Robinson in der Komödie Eine Nummer zu groß.
Zunehmend fokussierte sich Komack allerdings auf die Arbeit hinter der Kamera. Zwischen 1958 und 1985 stand er für Fernsehproduktionen, beispielsweise Raumschiff Enterprise oder Die Dick Van Dyke Show, als Regisseur hinter der Kamera. Er führte auch Regie bei Porky’s Rache (1985), einer Fortsetzung der Teenagerkomödie Porky’s. Als Produzent war er an erfolgreichen Sitcoms wie Eddies Vater (1969–1972) mit Bill Bixby, Die Zwei von der Tankstelle (1974–1978) mit Jack Albertson und Welcome Back, Kotter (1975–1979) mit Gabe Kaplan beteiligt. 1976 wurde er für seine Regiearbeit an Welcome Back, Kotter für den Emmy Award nominiert.
James Komack starb im Alter von 73 Jahren an Herzversagen. Mit seiner Ehefrau Cluny war er bis zu seinem Tod verheiratet und hatte eine Tochter.

## Filmografie (Auswahl)
Als Schauspieler
- 1954: Best Foot Forward (Fernsehfilm)
- 1958: Damn Yankees
- 1959: Eine Nummer zu groß (A Hole in the Head)
- 1959–1962: Hennesey (Fernsehserie, 17 Folgen)
- 1968: Mini-Max (Get Smart; Fernsehserie, 2 Folgen)
- 1969–1972: Eddies Vater (The Courtship of Eddie's Father; Fernsehserie, 44 Folgen)
- 1984: Access All Areas (Kurzfilm)

Als Regisseur
- 1961: Dick Van Dyke Show (Fernsehserie, 2 Folgen)
- 1964: Mein Onkel vom Mars (My Favorite Martian; Fernsehserie, 1 Folge)
- 1967: Das Geheimnis der grünen Hornisse (The Green Hornet; Fernsehserie, 2 Folgen)
- 1967: Tarzan (Fernsehserie, 3 Folgen)
- 1967–1968: Mini-Max (Get Smart; Fernsehserie, 11 Folgen)
- 1968: Raumschiff Enterprise (Star Trek; Fernsehserie, 1 Folge)
- 1969–1972: Eddies Vater (The Courtship of Eddie’s Father; Fernsehserie, 7 Folgen)
- 1985: Porky’s Rache (Porky’s Revenge)

Als Produzent
- 1965–1966: Mister Roberts (Fernsehserie, 30 Folgen)
- 1969–1972: Eddies Vater (The Courtship of Eddie’s Father; Fernsehserie, 73 Folgen)
- 1974–1978: Die Zwei von der Tankstelle (Chico and the Man; Fernsehserie, 88 Folgen)
- 1975–1979: Welcome Back, Kotter (Fernsehserie, 95 Folgen)